# Henryk z Gandawy
Henryk z Gandawy (ur. ok. 1217 w Gandawie lub Tournai, zm. 1293) – świecki teolog i filozof, scholastyczny. Miał przydomek Doctor Solemnis.
Data jego urodzenia jest nieznana. Był mistrzem świeckim na Uniwersytecie Paryskim, początkowo na wydziale sztuk, potem na wydziale teologii. Był doradcą biskupa Étienne'a Tempier, kiedy ten potępił arystotelizm na Uniwersytecie Paryskim w 1277 r. W XVII w. powstała legenda jakoby należał do zakonu serwitów.
Był uznawany za jednego z najwybitniejszych filozofów swoich czasów, szczególnie w okresie pomiędzy Tomaszem z Akwinu, a Dunsem Szkotem. Henryk z Gandawy pozostawił po sobie wielu uczniów (m.in. Franciszek z Marchii czy Ryszard z Conington) i wpłynął na innych filozofów (m.in. na skotyzm, nominalizm, mistycyzm). Jego autorytet potwierdza fakt, że nadano mu własny przydomek (Doctor Solemnis). Stefan Swieżawski uważa, że jego sława poszła w zapomnienie, ponieważ nie dbał o nią ani on sam, ani żaden zakon.
Jest twórcą oryginalnego stanowiska filozoficznego, powstałego w opozycji do arystotelizmu i inspirowanego głównie augustianizmem i myślą Awicenny. Można w nim również odnaleźć wątki sceptyczne. Był przeciwnikiem arystotelizmu, i to zarówno w wydaniu awerroistów, jak i Tomasza z Akwinu. Nie odrzucał jednak filozofii, uznając możliwość pogodzenia wiary z rozumem. Jego propozycja, zaprezentowana została w Summa quaestionum ordinariarum i rozwinięta w piętnastu Quodlibeta.